# Зал Бель-Эр

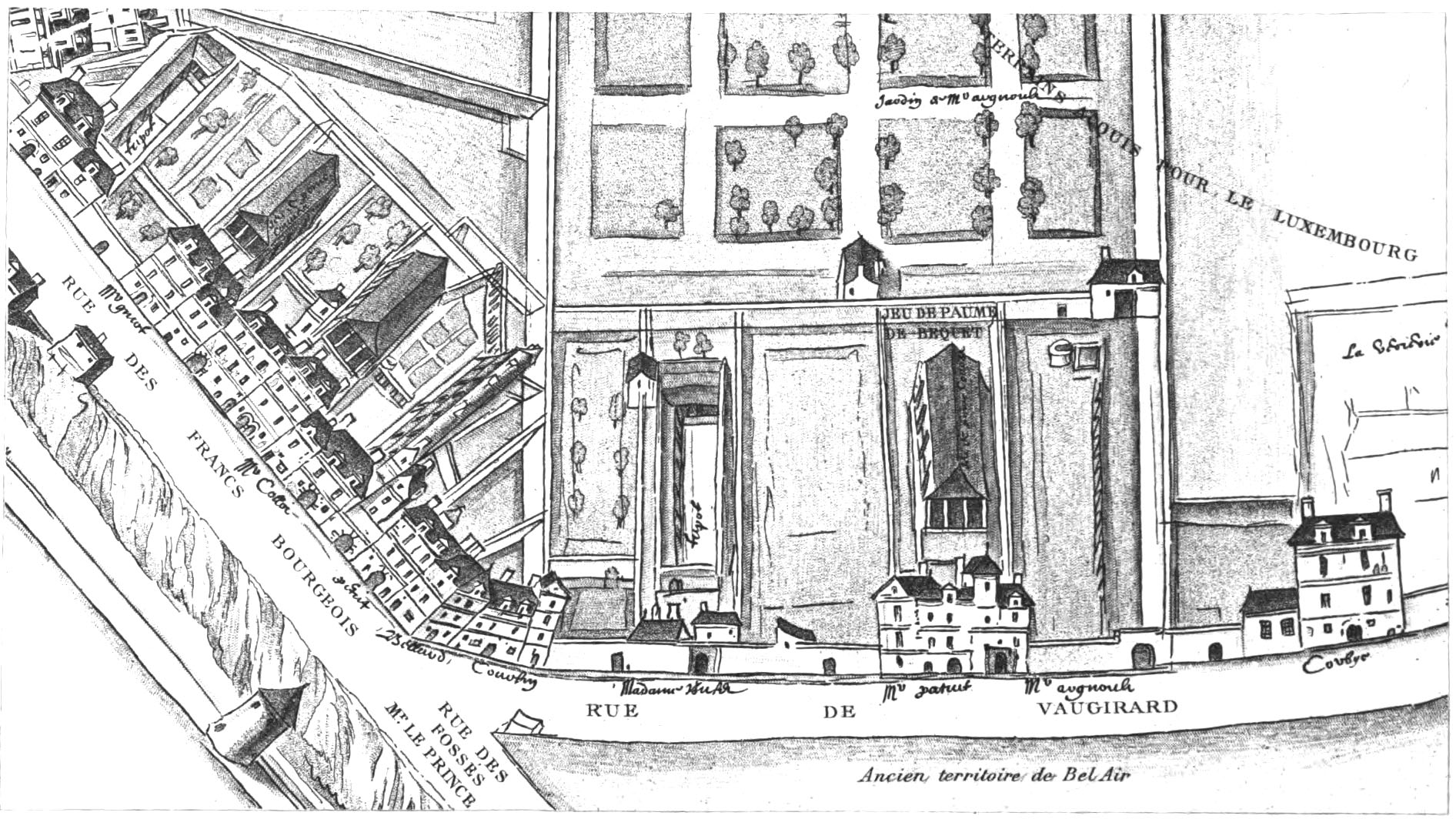
Зал для игры в мяч Беке на увеличенном в 1615 году участке карты Парижа Кеснеля 1609 года

Зал Бель-Эр (фр. Salle du Bel-Air) или Зал для игры в мяч Беке (фр. Salle du Jeu de Paume de Béquet) — театр, появившийся в 1672 году и располагавшийся в Париже (Франция). Первоначально будучи крытым залом для игры в мяч (жё-де-пом) он был преобразован итальянским сценографом Карло Вигарани в театр, использовавшийся Парижской оперой Жан-Батиста Люлли с 15 ноября 1672 года по 1 февраля 1673 года. Он располагался на улице Вожирар, к западу от городского рва (фоссе) и улицы Фоссе Месье-ле-Пренс (ныне улица Месье-ле-Пренс). Ныне место бывшего театра простирается до улицы Медичи, располагаясь к югу от дома № 15 (или 13 bis) улица Вожирар.

## История
Пьер Перрен, поэт и либреттист, получил от Людовика XIV привилегию на постоянное оперное предприятие 28 июня 1669 года. Перрен к тому времени уже собрал вокруг себя единомышленников: Александра де Рьё, маркиза де Сурдока и маркиза Франсуа Берсака де Фондана, который называл себя сиром де Шампероном. Сурдок и Шамперон наняли певцов и взяли в аренду зал для игры в мяч Беке. Переоборудование его в театр шло полным ходом (амфитеатр, ложи и сценическое оборудование уже были установлены), когда их выселили оттуда за то, что они не получили надлежащего разрешения от полиции. В поисках новых помещений они арендовали зал для игры в мяч Бутей (фр. Jeu de Paume de la Bouteille), который и стал первым театром Парижской оперы.
Композитор Жан-Батист Люлли убедил Перрена продать ему свою привилегию на оперное предприятие, но эта сделка была оспорена, и королевский указ, изданный в марте 1672 года, передал всё-таки это право Люлли. Не имея возможности использовать зал Бутей, так как он находился ещё во владении на правах аренды у Сурдока и Шамперона, 3 июня 1672 года Люлли попросил разрешения использовать Большой зал в Луврском дворце. Однако король Людовик XIV отклонил эту просьбу, поскольку Лувр, как королевский дворец, не считался подходящим местом для представлений, открытых для публики. В итоге 12 августа 1672 года Люлли в распоряжение на правах аренды зал для игры в мяч Беке. В тот же день право Сурдока и Шамперона организовывать в зале Бутей выступления было аннулировано. Тот факт, что до конца пятилетней аренды зала Бутей оставалось ещё три года, делало для них этот запрет ещё более чувствительным.
23 августа 1672 года Люлли нанял итальянского сценографа Карло Вигарани для реконструкции зала и создания декораций для первой постановки в нём пасторали «Празднества Любви и Вакха» (фр. Les fêtes de l’Amour et de Bacchus) самого же Люлли, состоявшейся 11 ноября 1672 года. За этим последовала его первая лирическая трагедия «Кадм и Гермиона», поставленная 27 апреля 1673 года. Театр был оснащён сценическим оборудованием, но Люлли тем не менее считал его временным. После смерти Мольера 17 февраля 1673 года Люлли убедил короля Людовика XIV разрешить ему бесплатно пользоваться театром Мольера в Пале-Рояле.